# Carijona
Carijona, Koto o Huaque es un pueblo indígena, que habitó hasta el siglo XIX en el bajo Yarí (Caquetá, Colombia), en las inmediaciones de la mesa de Iguaje (cuenca del río Mesay, ríos Cuñaré y Amú y laguna Tunaima), vinculado con las pinturas rupestres de la Serranía del Chiribiquete. Actualmente sobreviven una comunidad en el resguardo indígena de Puerto Nare, constituido en 2003 en el municipio de Miraflores, (Guaviare) y algunas familias a lo largo del río Caquetá en las localidades de La Pedrera, Puerto Córdoba y Puerto Santander, en el departamento de Amazonas, y Solano, en el departamento de Caquetá.
Su lengua tsahá, hace parte de la Familia Caribe. Se supone que los Carijona (carífona), penetraron a los llanos del Yarí desde el oriente, por el río Caquetá (Japurá). De acuerdo con la tradición oral de los Miraña, los Carijonas dominaron el río Caquetá debido a su poderío guerrero. En 1849 eran 9 mil personas pero la explotación del caucho y los traslados ligados a ella, causaron el descenso drástico de la población, que se agudizó por las guerras con los witoto y por el mestizaje con los patronos caucheros, como Isaías Perea, Salvador Perea y Gabriel Mora. Se sabe que los carijona resistieron a la cauchería y atacaron las instalaciones de la compañía "Calderón Hermanos" en el Cuñaré y al poblado de Calamar (Guaviare) en 1904.
Parte de los carijona sobrevivientes se han unido en matrimonios con parejas tucano o de otras etnias indígenas.